# Collier Ménat de Malqata
Le collier Ménat de Malqata a été trouvée par l'expédition du Metropolitan Museum of Art en 1910, dans une maison privée près du palais Heb Sed d'Amenhotep III à Malqata, Thèbes. Un ménat est un type de collier composé d'une série de rangs de perles formant un large collier et d'un contrepoids en métal. Le ménat pouvait être porté autour du cou ou tenu à la main et s'agiter pendant les danses cultuelles et les processions religieuses.

## Provenance
En 1910, les fouilles de Malqata ont été dirigées par Herbert Eustis Winlock, qui a dirigé l'expédition du Metropolitan Museum of Art de 1910 à 1921. En fouillant l'une des maisons privées, l'équipe de Winlock a trouvé le menat, ainsi que deux autres colliers dans les restes d'une sacoche en lin. En raison de la date précoce de la fouille, la provenance exacte de la découverte est inconnue. Les notes de fouille précisent seulement qu'elle a été trouvée dans un coin de l'une des pièces d'une maison privée et que de petites traces de la sacoche en lin dans laquelle le bijou était rangé étaient encore visibles lors de sa découverte. À la fin de la saison de fouilles de 1910 à Malqata, le Metropolitan Museum of Art et le Service des antiquités de l'Égypte, se sont partagé à parts égales les objets de la saison de fouilles. Le Metropolitan Museum of Art a acquis le ménat de Malqata lors de cette division et l'artefact fait toujours partie de la collection du musée. Il est actuellement exposé au Met Cinquième Avenue dans la galerie 119.